# ساواناخت
ساواناخت (به لاتین: Savannakhet) یک سکونتگاه مسکونی در لائوس است که در استان ساوان‌ناکت واقع شده‌است.

## خصوصیات
ساواناخت ۱۲۰٬۰۰۰ نفر جمعیت دارد.